# Lutzomyia absonodonta
Lutzomyia absonodonta är en tvåvingeart som beskrevs av Feliciangeli M. D. 1995. Lutzomyia absonodonta ingår i släktet Lutzomyia och familjen fjärilsmyggor. Inga underarter finns listade i Catalogue of Life.